# 加菲爾德鎮區 (堪薩斯州渥太華縣)
加菲爾德鎮區（英語：Garfield Township）為美國堪薩斯州渥太華縣轄下的鎮區。2010年美国人口普查中此鎮區人口有95人。

## 地理
加菲爾德鎮區涵蓋總面積為93.8平方（36.20平方英里），其中陸地面積為93.7平方（36.18平方英里），水域面積為0.052平方（0.02平方英里）或0.06%。

## 人口統計
根據2010年美國人口普查，加菲爾德鎮區人口有95人，其中男性有56人，女性有39人，人口密度為每平方公里1.01人，住房計36戶。鎮區內的白人有95人，非裔美國人有0人，美洲原住民有0人，亞裔美國人有0人，太平洋島裔美國人有0人，其他種族有0人，混血種族則有0人。此外鎮區內有0人為西班牙裔或拉丁裔美國人。此鎮區之年齡中位數為41.3歲，而男性年齡中位數為37.5歲，女性年齡中位數為42.5歲。